# Јаков Љотић
Јаков Јаша Љотић (Смедерево, 7. јануар 1895 — Минхен, 8. јул 1974) је био српски и југословенски ваздухопловни официр и дипломата.

## Биографија
Рођен је као други син Владимира Љотића и Љубице (рођ. Станојевић). Имао је сестру Јелену а старији брат му је Димитрије Љотић. Учествовао је у Првом светском рату и борио се на Солунском фронту. Тамо је постао један од првих припадника Авијатике српске војске и упућен на школовање у Француску, за ваздухопловног извиђача. У групи која је отишла са њим, налазио се и Тадија Сондермајер.
Једно време после рата је провео у војној служби, да би се потом определио за дипломатску каријеру.
Након смрти свог брата Димитрија, наставио је да у емиграцији води Збор, а у Минхену је водио издавачку кућу Искра и издавао истоимени лист. Објавио је мемоаре 1967. године под насловом Служба у војсци и учешће у ратовима.
Убијен је 8. јула 1974. године у Минхену, од стране агената Службе државне безбедности. Након његовог убиства, вођство над такозваном љотићевском емиграцијом (бившим члановима Збора и припадницима СДК) је преузео Владимир Љотић, старији син Димитрија Љотића.

## Дела
- Служба у војсци и учешће у ратовима, Искра, Минхен 1967.

## Галерија
- Јаков (стоји) и Димитрије Љотић (лево) на Солунском фронту 1917. године
- Љотићев гроб на Старом смедеревском гробљу